# Cheile Corcoaia
Cheile Corcoaia alcătuiesc o arie protejată de interes național ce corespunde categoriei a IV IUCN (rezervație naturală de tip mixt), situată în județul Gorj, pe teritoriul administrativ al comunei Padeș.

## Localizare
Aria naturală cu o suprafață de 34 hectare se află în Munții Mehedinți (grupare montană în Carpații Meridionali), pe teritoriul comunei Padeș, în nord-estul satului Cerna-Sat.

## Descriere
Rezervația naturală Cheile Corcoaia înclusă în Parcul Național Domogled - Valea Cernei, a fost declarată arie protejată prin Legea Nr.5 din 6 martie 2000 (privind aprobarea Planului de amenajare a teritoriului național - Secțiunea a III-a - zone protejate) și reprezintă o zonă de chei  (forme de relief spectaculoase, constituite din: marmite, abrupturi stâncoase, lapiezuri) în valea Cernei; cu floră și faună specifică Meridionalilor.